# ثقافة كورغان
ثقافة كورغان (بالروسية: курга́н)‏ التسمية تعني جثوة التي تمسى كورغان بالروسية. هي ثقافة أثرية تجمع العديد من ثقافات العصر الحجري الحديث والعصر النحاسي في أوروبا الشرقية والوسطى، والتي يجمعها الدفن تحت تلال الدفن الكبيرة المصنوعة من التراب أو الحجارة. يرتبط المصطلح الذي صاغته ماريا جيمبوتاس بالوطن الأصليللهندو-جرمان وانتشارهم اللاحق، والذي يعتمد بشكل خاص على العمل التمهيدي حول نظرية السهوب المركزية، التي تحدد الموطن الأصلي للهندو-جرمان في سهوب بنطس شمال شرق البحر الأسود .

## أصل نظرية السهوب

### قبل جيمبوتاس
بالفعل في القرن التاسع عشر، استقر الرأي بأن الموطن الأصلي للهندو-أوروبيين في سهوب بونتيك ، خاصة من قبل باحثين مثل بنفي Theodor Benfey، هين Victor Hehn، أوتو شريدر ، بوشه Theodor Pösche، ومال بروغمان Karl Brugmann أيضًا إلى هذا الرأي. ومع ذلك، مع المنظر للعنصرية بينكا Karl Penka ، والذي دعمه لاحقًا العديد من الباحثين، بدأ تيار عرقي قومي مضاد في وسط وشمال أوروبا، يضع الموطن الأصلي للهندو-أوروبية في ألمانيا أو الدول الاسكندنافية، والتي سيكون لسكانها بالتالي "التفوق العنصري" على الشعوب الأخرى، إذ ساوى هذا التيار القومي العرقي أيضًا بشكل غير صحيح بين المصطلحين الجرمانية والهندو-جرمانية، فضلاً عن مصطلحا الجرمانية والآرية . في المقابل، من المعروف الآن أن الآريين الآسيويين أو الهندو-إيرانيين والهندو-آريين كانوا جزءًا من الشعب الهندو-جرماني باعتبارهم أحفاد ثقافة كورغان، لكنهم لم يكونوا أكثر ارتباطًا بالشعوب الجرمانية التي ظهرت لاحقًا في أوروبا. والذين ينحدرون أيضًا من ثقافة كورغان من خلال عائلة اللغات الهندو-جرمانية المشتركة.
أكد كلا المعسكرين، ممثلو نظرية السهوب ونظرية شمال أوروبا، في وقت مبكر من القرن التاسع عشر، على وجود آثار بدائية لعبادات الخصوبة الأمومية المحتملة قبل وجود الهندو-جرمانيين في أوروبا، والتي يمكن تحديدها لغويًا وأثريًا ومن خلال الدراسات الدينية المقارنة، والتي أزيحت أو على الأقل هُمشت بشكل دائم منذ ظهور الثقافات الهندو-جرمانية. ومع ذلك، فإن المعسكر القومي العرقي، الذي يضع الموطن الأصلي للهندو-جرمانيين في وسط وشمال أوروبا، افترض أن هذه البقايا الأمومية هي "عبادة أم جرمانية قديمة" مُفترضة وكانت هندو-جرمانية حقًا، وبالتالي أقل تهميشًا من قبل الهندو-جرمان. ولم تُزاح بشكل دائم إلا مع إدخال المسيحية. أما المعسكر الذي يمثل نظرية السهوب فقد صاغ النظرية القائلة بأن النظام الأبوي، إلى جانب التقليل من قيمة عبادات الخصوبة الأمومية، دخل أوروبا بدايةً بالهجرة الهندو-جرمانية. وكان التناقض الواضح بين العناصر المستقرة الزراعية والعناصر المتنقلة الحربية في الثقافات الهندية الأوروبية أيضًا أحد مجالات البحث المهمة في الدراسات الهندو-أوروبية والدراسات الدينية المقارنة الهندو-أوروبية قبل وقت طويل من جيمبوتاس (انظر مثلًا أعمال جورج دوميزيل)
في القرن العشرين، طور الآثاري الماركسي تشايلد نظرية السهوب بشكل أكبر  و كذلك مؤرخ ما قبل التاريخ الألماني فال Ernst Wahle. وكان فال بدوره مشرف الدكتوراه على أطروحة الآثاري الليتواني بوزناس Jonas Puzinas، ومشرف الدكتوراه على أطروحة ماريا جيمبوتاس.

### مع ماريا جيمبوتاس
مصطلح ثقافة كورغان، الذي صاغته جيمبوتاس في ملخص أبحاثها القديمة حول نظرية السهوب، أشار في البداية إلى مناقشة الموطن الأصلي للغات الهندية الأوروبية . وفي وقت لاحق، ربطته جيمبوتاس بشكل متزايد فرضية التوحيد الإثني لهذه الثقافات بأفكار حول إدخال هياكل النظام الأبوي إلى أوروبا.
لا يزال المصطلح العام "ثقافة كورغان" مستخدمًا حتى اليوم في الخطاب الأثري واللغوي. مع أن فرضية كورغان لا تزال مثيرة للجدل، ولكن هذا ينطبق على جميع الفرضيات حول الموطن الأصلي الهندو-جرماني. اليوم، تعد أطروحة السهوب، التي أعيدت صياغتها من فرضية كورغان، النموذج السائد في عملية إضفاء الطابع الهندو-جرماني على أوروبا.

## نظرة عامة
في عام 1956م، قدمت الآثارية الليتوانية الأمريكية ماريا جيمبوتاس مصطلح "تقاليد كورغان" كمصطلح عام للشعوب شبه الرحل التي تبني كورغانات المستديرة، وحسبها الميزة الأكثر لفتًا للانتباه، وهي الجثوات الضخمة، حيث دُفن مجموعة مختارة من الموتى مع العديد من المرفقات الجنائزية . يُشار إلى هذه الثقافات عادةً باسم "ثقافة القبر المغرة" و"ثقافة القبر الحفرة" أو غالبًا باسم ثقافة اليمنايا ، والتي لم تعتقد جيمبوتاس أنها معبرة بما فيه الكفاية.
تتميز ثقافة كورغان بالدفن الفردي في حفر القبور (غرف خشبية لاحقًا) والتي رُفعت كورغانات عليها. تحتوي القبور على نثرات من المغرة . وبما أن المقابر النموذجية لشعوب السهوب تظهر أيضًا في وسط وجنوب شرق أوروبا، فقد استخدمتها جيمبوتاس لإثبات فرضية انتشار ثقافة كورغان. في عدد من القبور في ثقافتي مايكوب ونوفوتاروفسكايا، اكتشفت عربات كقرابين بالإضافة إلى فؤوس مصنوعة من الحجر أو النحاس. وكانت وضعيات الهياكل العظمية الموجودة في المقابر الأرضية اللاحقة إما ممددة أو في وضع القرفصاء على ظهورها.
ومع ذلك، يرفض العديد من الآثاريين مصطلحات مثل "شعب كورغان" و"ثقافة كورغان" لأنها، في رأيهم، لا تنصف الاختلافات الثقافية والتطورات داخل منطقة واسعة على فترة تبلغ نحو 2000 عام وتفترض سياقًا غير موجود. لا يستخدم معظم الآثاريين، خاصة في روسيا، مصطلح ثقافة كورغان، بل يقسمون الفترة الزمنية المقابلة إلى ثقافات إقليمية مختلفة ومحدودة زمنيًا.
يشير مصطلح "فرضية كورغان" إلى فكرة أن هذه المنطقة كانت الموطن الأصلي للمتحدثين باللغة الهندو-جرمانية الأساسية المشتركة. يُنظر الآن معظم علماء ما قبل التاريخ واللغويين إلى هذه الفرضية بشكل إيجابي.

## النشوء حسب جيمبوتاس
ظهرت ما يسمى بثقافة كورغان في الفترة من الألفية الخامسة إلى الثالثة ق.م في أثناء جفاف مناطق السهوب في جنوب روسيا، والتي كانت تمتد في ذلك الوقت بين الأنهار دنيبر وسيورسكي دونيتس والدون وفولغا شمالًا عبر بحر قزوين إلى جبال الأورال. بسبب تكوين السهوب الجافة والتصحر شرق بحر قزوين والمجاعات الناتجة، اضطر حاملو ثقافة كورغان إلى الهجرة إلى المناطق الغربية الأكثر أمطارًا. ومن هذه النقطة فصاعداً، عندما تم إخضاع أو تهجير شعوب شمال البحر الأسود، أي منذ حوالي 4500 ق.م، يُشار إلى الغزاة شبه الرحل المشتبه بهم عند جيمبوتاس باسم "شعوب كورغان".

## طريقة الحياة
وفقًا لجيمبوتاس، تقف ثقافة كورغان على النقيض من مجتمع ما يسمى أوروبا القديمة، أي ثقافات العصر الحجري الحديث والعصر النحاسي في أوروبا، والتي يقال إنها كانت سلّمية ومستقرة ومُنتظمة أموميًا. من ناحية أخرى، كانت شعوب كورغان تنتمي إلى ثقافة مُنتظمة أبويًا وحربية وهرمية تدفن موتاها في حفر ترابية مع خيمة أو غرف تشبه الأكواخ مغطاة بكومة من الحجر أو التراب. عاشت هذه الشعوب شبه الرحل مؤقتًا في منازل الحفرة شبه تحت الأرض حسب الموسم، ومارسوا الزراعة الموسمية في المستوطنات الدائمة، والتي كانت تتم بدرجة أقل ولكن بشكل متكرر، وبقية السنة كانوا يسافرون جنوبًا مع قطعانهم من الماشية على عربات ثقيلة تجرها الثيران، حيث كانوا يعيشون من اقتصاد المراعي. كما شاعت عندهم مقابر العربات، أي القبور التي استخدمت فيها العربات كمرفقات جنائزية للمتوفي. ثقافة كورغان هي الأولى من سلسلة كاملة من الثقافات الأثرية دفنت موتاها في الجثوات (كورغان)، واستمر هذا التقليد في سهوب أوراسيا بين شعوب الفروسية السكوثيين والقبائل ذات الصلة، لكنه اختفى بعد ذلك. وعلى النقيض من الثقافات اللاحقة، كانت مرفقات غرفة الدفن والقرابين لا تزال بسيطة نسبيًا. في كثير من الأحيان كانت مجرد حفرة بسيطة (بالروسية: ياما)، والتي اشتق منها اسم الثقافة الفرعية ثقافة يامنايا .
يعود تاريخ المقابر المكتشفة في جنوب شرق أوروبا إلى حوالي 4300 ق.م، وباستثناء معدات الصيد، لا توجد أسلحة. بالإضافة إلى ذلك، لا يوجد أي دليل على وجود تحصينات استيطانية. لذلك، وفقًا لجيمبوتاس، كان المزارعون المسالمون فريسة سهلة لمجموعات ثقافة كورغان المهاجرة التي اجتاحتهم. كان الغزاة مجهزين بأسلحة الطعن والقطع كالخناجر الطويلة، والمَزَارِيق، والرماح، والسهام، وأقواس كورغان الخشبية النموذجية. أظهرت الدراسات التي أجريت على الكورغانات أن بعض الرجال فقط هم الذين زودوا بالأسلحة إلى الحياة الآخرة، بينما في الكورغانات الخاصة ببدو الفروسية اللاحقين، كانت جميع قبور الرجال والعديد من قبور النساء تحتوي على أسلحة.

## موجات الهجرة

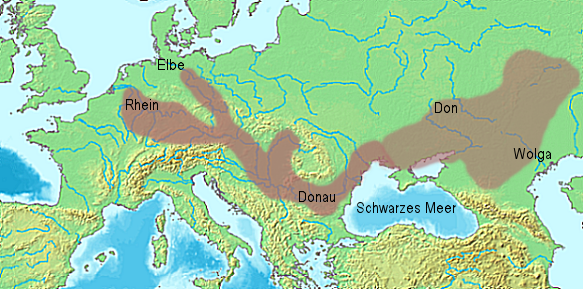
التقدم المزعوم لشعوب كورغان في شرق أوروبا الوسطى بين 4300 و 3500 ق.م

اعتقدت جيمبوتاس منذ عام 1977م أنها تستطيع إثبات أن الهندو-أوروبيين قد تسللوا إلى "أوروبا القديمة" في العصر النحاسي ، أي أوروبا ما قبل الهندو-جرمانية في العصر الحجري الحديث، بناءً على كونها قائدة مشروع لخمس حفريات كبرى في جنوب شرق أوروبا، وبعد دراسات مكثفة لمجموعة واسعة من التقارير الأثرية الأصلية والأبحاث اللغوية.
كانت ثقافات كورغان المختلفة ذات هيكل حكم أبوي يتكون من ملك أو أمير ومجلس أعيان ورجال أحرار. هاجرت هذه المجموعات من منطقة السهوب في شمال البحر الأسود ومنطقة الفولغا السفلى، ربما لأسباب مناخية خلال فترة الجفاف، وانتقلوا غربًا إلى أوروبا، وإلى الجنوب الغربي نحو الأناضول، وإلى الجنوب الشرقي إلى إيران والهند اليوم، ولكن فقط من حوالي عام 2000 ق.م ، وإلى الشمال الغربي إلى دول البلطيق وأوروبا الشرقية وإلى الشرق إلى سهول جنوب روسيا وكازاخستان وإلى ألتاي وتوفا، والتي ربما أسسها مهاجرون من ثقافة يامنايا، ومن هناك لاحقًا إلى حوض تاريم.
جلب وصول شعب كورغان، الذي تعتبره جيمبوتاس السكان الأصليين الهندو-أوروبيين، معه تقسيمًا طبقيًا مفرطًا لسكان العصر الحجري الحديث القديم، مما كان له عواقب اجتماعية خطيرة. فتغيرت عادات الدفن؛ ففي الشمال، أفسح الدفن الجماعي في المقابر المغليثية المجال للدفن الفردي المترافق مع تناثر المغرة ووضعية القرفصاء في القبور، كما كان شائعًا في مقابر السهوب في جنوب روسيا وآسيا الوسطى. وينعكس الاضطراب الاجتماعي أيضًا في الثقافة المادية، أي في الثقافة المادية. أي أن هناك فؤوس معارك وفؤوس قوارب، وخزف مزين بالأحزمة وإضافات أخرى تشير إلى أصل من جنوب شرق أوروبا. ووفقاً لجيمبوتاس، فإن هذه الاضطرابات، التي تؤثر على أوروبا بأكملها باستثناء شبه الجزيرة الأيبيرية وغرب فرنسا، يمكن أن تعادل التحول الهندو-أوروبي في أوروبا، فسويات حرائق واسعة النطاق في منطقة الدانوب بدأ عام 4400 ق.م، وفي اليونان وطروادة من 2200 ق.م، تشير إلى نفس الاتجاه. علاوة على ذلك، تتطرق ماريا جيمبوتاس أيضًا إلى تدجين الحصان ، الذي تم ترويضه من قبل شعوب السهوب وظهر لأول مرة ضمن الثقافات الزراعية الأوروبية في العصر الحجري الحديث. ومع ذلك، فمن المثير للجدل في الهيبولوجيا (دراسة الخيل) ما إذا كان قد تم تدجين الخيول إلى درجة أنه كان من الممكن ركوبها في ذلك الوقت.

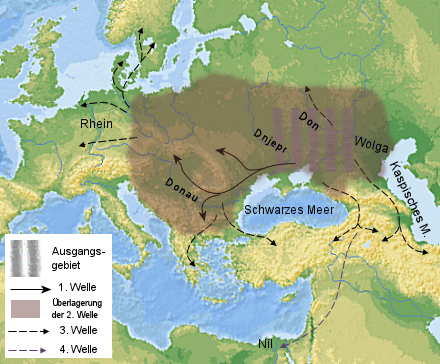
انتشار ثقافة كورغان

- المرحلة الأولى حوالي 4400-4300 ق.م
- المرحلة الثانية حوالي 3500 ق.م
- المرحلة الثالثة مباشرة بعد 3000 ق.م
- وامتدت موجة رابعة حوالي 2500-2200 ق.م إلى وادي النيل .

لا يشير التسلسل الزمني عند جيمبوتاس إلى تطور مجموعة ثقافية واحدة، بل إلى عدد من شعوب السهوب ذات التقاليد المشتركة التي امتدت على فترات زمنية ومناطق واسعة جدًا.

### كورغان الأولى
يشير الآثاريون الروس إلى كورغان الأولى باسم حضارة يامنايا المبكرة (وتعني "الحفرة" في كورغان، على عكس "سراديب الموتى" اللاحقة).

### كورغان الثانية
تبع كورغان الأولى ما يسمى بشعوب كورغان الثانية الأكثر تطورًا ثقافيًا بعد نحو 1000عام. نشأت شمال البحر الأسود في منطقة بنطس الشمالية بين الروافد السفلية لنهر دنيستر وجبال القوقاز ، حيث كانوا يرعون قطعانهم في السهوب الشاسعة. لكن الجفاف الجديد، المقترن بالزيادات الكبيرة في قطعانهم، دفع الناس الذين يعيشون هناك إلى الغرب والشمال الغربي والشمال والجنوب الشرقي. أي شبه جزيرة البلقان بأكملها تقريبًا، والمجر، والنمسا، وألمانيا الشرقية حتى نهر إلبه، وبولندا، ووسط روسيا، ولكن أيضًا المنطقة الواقعة شمال القوقاز استوطنتها الآن المجموعات الهندو-أوروبية.
يشير علم الآثار الروسي إلى كورغان الثاني باسم ثقافة مايكوب.

### كورغان الثالثة
هذه المرة توقفت حركات الهجرة لفترة زمنية أقصر: في وقت مبكر من 3000 ق.م بدأ ما يسمى بمرحلة كورغان الثالثة مرة أخرى من سهوب الفولغا، واستمرت 200 سنة. وقد قووا هؤلاء الوافدون الجدد من الهندو-أوروبيين المهاجرين الذين انتقلوا إلى أوروبا الوسطى قبل عدة أجيال، فاتسعت منطقة ما يسمى بأحفاد كورغان، خاصة إلى الغرب، إلى ما وراء نهر الراين، وإلى الشمال إلى الدول الاسكندنافية وشمال روسيا. وقد توغلت مجموعات المهاجرين الآن أيضاً في المناطق المحيطة ببحر إيجة، أي اليونان ، غرب الأناضول، ودول جنوب القوقاز، أي جورجيا ، أرمينيا ، أذربيجان ، شرق ووسط الأناضول، وشمال إيران.
ويؤكد شموكل Schmoeckel وولف Wolf أن ما يسمى بمجموعات كورغان قد توغلت حتى سوريا وفلسطين ومصر
يشار إلى كورغان الثالث في علم الآثار الروسي باسم "يامنايا المتأخرة".

## الاقتصاد
كان تنقل شعوب كورغان يعتمد على استئناس الخيل في هذه المنطقة وكذلك على تربية الماشية والأغنام والماعز وعلى حافة حزام الغابات على تربية الخنازير كذلك. ولم تكن الخيول مجهولة لدى المزارعين في أوروبا القديمة ؛ لكنهم لم تُدجن. كما أدى الرعي وتربية الحيوانات، الذي كان موجودًا منذ أكثر من 13000 عام، إلى الانتقال من المجتمعات الأمومية إلى المجتمعات الأموميةالمجتمعات الأبوية المسلحة. على الرغم من صعوبة تحديد الوقت الدقيق لهذه العملية، فمن المؤكد أنها حدثت قبل 4000 ق.م.
تشير الاكتشافات الأثرية، المدعومة بالأبحاث اللغوية والميثولوجية الهندو-جرمانية المقارنة، إلى حدوث صِدام بين أيديولوجيتين ونظامين اجتماعيين وشكلين اقتصاديين هز الأسس الثقافية. وفقًا لفرضية جيمبوتاس، فإن صدام الثقافات هذا غيّر أوروبا القديمة، والأوروبيين اللاحقين في عصور ما قبل التاريخ والعصور التاريخية، إذ اندمجت عناصر ما قبل الهندو-جرمانية مع الهندو-جرمانية. فمثلًا، ظلت عناصر قوية غير هندو-جرمانية موجودة في اللغة والأساطير.

## عادات الدفن ونظرة العالم
تقدم جثوات المقابر الدائرية، في مناطق مولدوفا وجنوب رومانيا وشرق المجر، أدلة واسعة النطاق على هجرة شعوب كورغان. يعود تاريخ أقدم مقابر كورغانية في مولدوفا إلى حوالي 4300 ق.م.
في تناقض صارخ مع النسبة المتوازنة بين قبور الذكور والإناث في المقابر المعاصرة لتلك الفترة في أوروبا القديمة، كانت المقابر الكورغانية حصرية تقريبًا للذكور. وفي حين أن الحفرة البسيطة كانت شائعة في أوروبا القديمة حينها، فقد غطت قبائل كورغان قبورها بكومة من التراب أو الحجر ولم تدفن فيها إلا الأمراء "المحاربين" مع أدوات الحرب المفضلة لديهم، مثل الرمح والقوس والسهم و خنجر الصوان أو السكين الطويل.

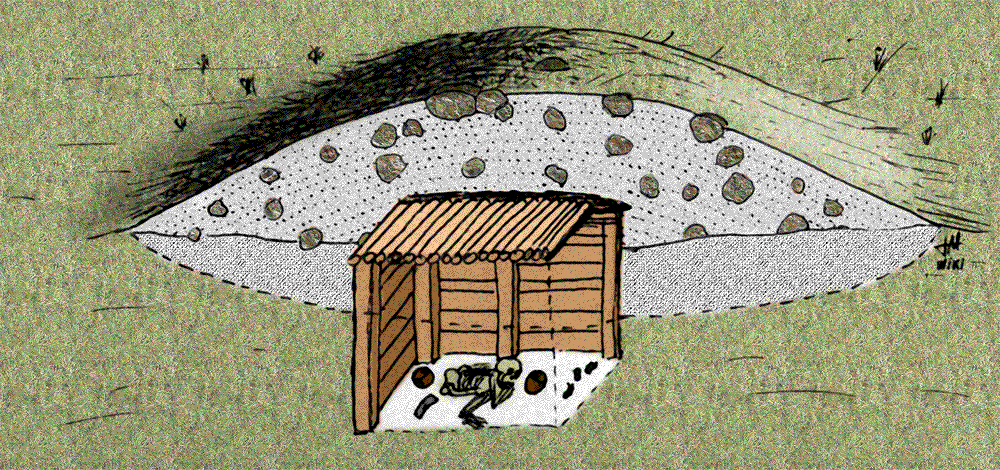
مقطع عرضي في كورغان مبكرة مع غرفة دفن شبه تحت الأرض

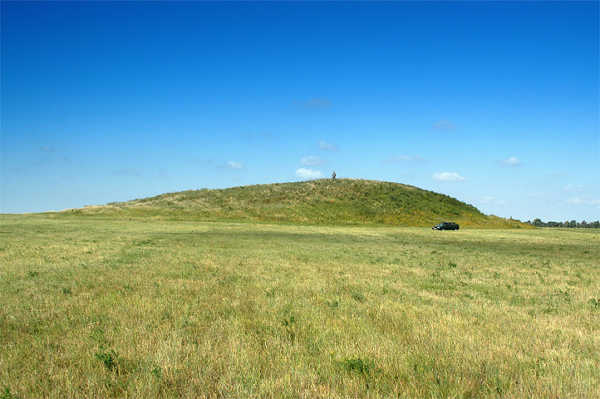
كورغان في السهوب

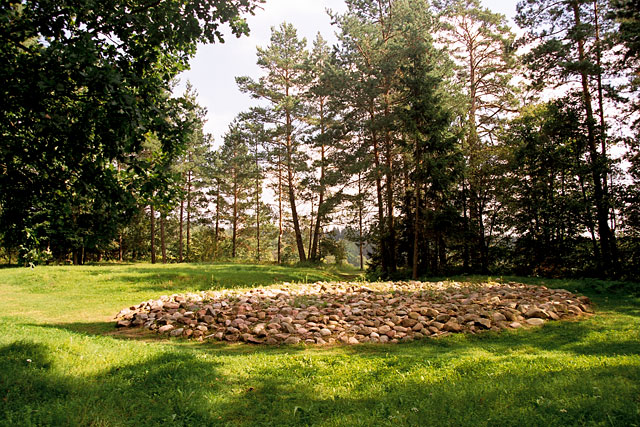
كورغان بالقرب من سووالكي، بولندا. إذا زالت الجثوة بسبب تآكل التربة أو النشاط البشري، فغالبًا ما تتبقى حجارة.

تكشف القبور عن سمتين من سمات النظرة الهندو-جرمانية للعالم كما تجلت في شرق وسط أوروبا ، إذ تظهر المواقع أن ما يسمى بشعوب كورغان كانوا يعبدون الحصان كحيوان مقدس، والذي يمكن بالتأكيد مقارنته بالجثوات المحفوظة في التربة الصقيعية للسكيثيين على جبال ألتاي، و السمة الثانية أنه تم التضحية بزوجة أو رفيقة الزعيم القبلي بعد موته. ظهر ذلك لأول مرة في موقعي القبور سووروو Suworowo على الحافة الشمالية لدلتا الدانوب، وكاسيمكيا Casimcea في وادي الدانوب.
تشير التحولات السكانية المزعومة في أوروبا الوسطى القديمة وحتى الشمال والشمال الغربي بشكل غير مباشر إلى كارثة ذات أبعاد هائلة بحيث لا يمكن تفسيرها بالنسبة للجيمبوتاس بالتغيرات المناخية أو الأوبئة، التي لا يوجد دليل عليها بكل الأحوال في النصف الثاني من الألفية الخامسة ق.م، من ناحية أخرى، من المفترض أنه ثبت أن المحاربين الخيالة غزوا هذه المناطق، ليس فقط من خلال اكتشافات الجثوات التي صٌنعت لرجل واحد، ولكن لأنه في هذا الوقت ظهرت مجموعة كاملة من السمات الاجتماعية التي كانت من سمات ثقافة كورغان، هي المستوطنات المنشأة على التلال، وتربية الخيول، والاقتصاد القائم على الرعي، ومؤشرات العنف والنظام الأبوي، والرموز الدينية التي تشير إلى عبادة الشمس . وتضع تواريخ الكربون المشع هذه الفترة بين 4400 و3900 ق.م.
وعلى النقيض من المنازل الطويلة الضخمة المبنية فوق سطح الأرض في الفترة السابقة، بُنيت المنازل الصغيرة في ثقافة الأكواب القمعية. تأتي المستوطنات الأكثر إثارة للإعجاب على قمة التل من ثقافة زالسمونده Salzmünder Kultur يعود تاريخها إلى النصف الأول من الألفية الرابعة ق.م، إحدى هذه المستوطنات تقع على هضبة بالقرب من هاله . تُبنا المستوطنات على قمة التل، وتكون محمية بشكل طبيعي من جانبين أو ثلاثة بواسطة المياه أو المنحدرات الصخرية. كُشف في دولاور هايده Dölauer Heide خمسة منازل صغيرة مستطيلة الشكل ونحو عشرين تلاً ترابيًا احتوى كل منها على مدفن مركزي في منخفض تحت سطح الأرض وضريح جنائزي، عادة ما يكون مبنيًا من الكتل الحجرية. هناك أدلة على العنف في هذه المرحلة - علامات على قتل الناس بالرماح أو الفؤوس - والتي استمرت على مدى آلاف السنين التالية. وعثر على مقابر بها بقايا هياكل عظمية لنساء ورجال وأطفال في حالة من الفوضى.

## نهاية "أوروبا القديمة"
تصف جيمبوتاس التغيرات في الثقافة المادية في أجزاء من أوروبا الوسطى نحو 4000 ق.م بأنها كورغانية ونتيجة لموجة كورغان الأولى، وأن البنية الاجتماعية للحضارة الزراعية في هذه الأجزاء من أوروبا القديمة بأنها أمومية، أي مساواتية وتتبع النسب الأمومي والإقامة الأمومية .
حوالي 4000 ق.م كان هناك تغيير في المجال الاقتصادي إلى اقتصاد مختلط من الزراعة والرعي وفي المجال الاجتماعي إلى مجتمع طبقي أبوي. لعبت تربية الماشية دورًا متزايد الأهمية من الزراعة. لم يكن التغيير في البنية الاجتماعية والدين والاقتصاد تطورًا محليًا بطيئًا، بل كان بالأحرى تصادمًا واختلاطًا تدريجيًا لنظامين اجتماعيين لهما تصورات متعارضة تمامًا.
لم تصبح كل أنحاء أوروبا الوسطى كورغانية مع موجة الغزاة الأولى، ولكن ما هو مؤكد أن المستوطنات المحصنة على قمم التلال بنيت في معظم حوض الدانوب. استغرق الأمر عدة أجيال حتى تم استبدال تقاليد أوروبا القديمة تدريجيًا بثقافة كورغان.

## أحدث المناقشات والرؤى
تعتبر فرضية كورغان لماريا جيمبوتاس مثيرة للجدل لعدة أسباب، تمامًا مثل جميع الفرضيات الأخرى حول الموطن الأصلي الهندو-جرماني، فهناك جدل في علم الآثار حول ما إذا كانت ثقافات كورغان في الحقيقة رعاة رُحّل، وما هو الدور الذي ربما لعبه ركوب الخيل أو المحاربون الخيالة في التوسع المفترض لشعب كورغان في جنوب شرق ووسط أوروبا، وما إذا كان هناك ما يكفي من الأدلة لهجرة شعب كورغان كمتحدثين محتملين للغة الهندو-جرمانية.

### علم الآثار

#### رعاة رُحّل

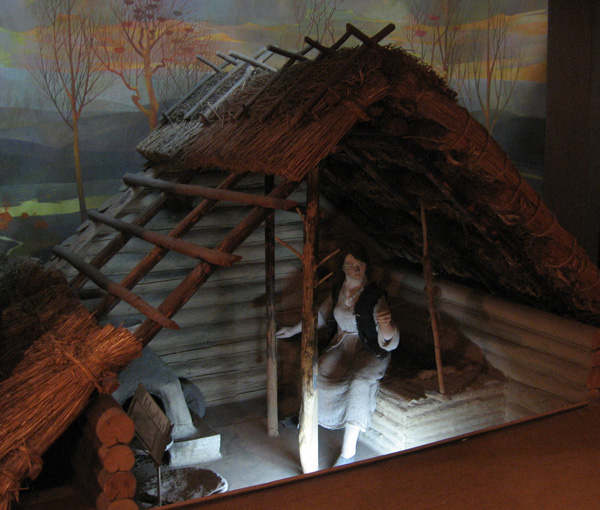
استبناء منزل الحفرة لثقافة سروبنا Srubna في العصر البرونزي

في منشوراتها المبكرة، أشارت ماريا جيمبوتاس إلى سكان ثقافات كورغان في سهوب البحر الأسود في العصر النحاسي على أنهم رعاة رحل، ورد الآثاريين بأن المستوطنات الدائمة لجميع ثقافات السهوب في العصر النحاسي والعصر البرونزي جرى التنقيب فيها وفحصها، وكانت النتائج تتعارض مع نمط الحياة البدوي البحت، إذ كانت تقع غالبًا على أطراف الغابات الشمالية أو في وديان الأنهار، حيث الزراعة ممكنة عادةً باستخدام المياه المتوفرة، غير المتوفرة في السهوب المفتوحة. كانت المنازل في هذه المستوطنات غالبًا عبارة عن بيوت حفر شبه جوفية لتتكيف مع المناخ القاري، فهي أسهل للتدفئة شتاءً وأكثر برودة صيفًا. في بعض الثقافات، كانت بيوت الحُفر مجرد أكواخ طينية صغيرة ذات سقف من القش، وفي ثقافات أخرى عبارة عن منازل جماعية كبيرة تجمع بين مناطق المعيشة لعدة عائلات واسطبلات تحت سقف واحد كما في ثقافة أندرونوو. ومع ذلك، كانت هذه المستوطنات مأهولة بالسكان لجزء من العام فقط، ففي الشتاء، كان السكان يهاجرون مع قطعانهم من الأغنام والأبقار والخيول إلى السهوب المفتوحة أو على طول الأنهار إلى أقصى الجنوب باتجاه البحر الأسود ويخيمون في الخيام مثل البدو الرحل. يُعرف نمط الحياة هذا الذي يتميز بالتغير الموسمي بين الاستقرار والبدوية بشبه البدو . في ظل ظروف السهوب، يمكن إطعام عدد أكبر بكثير من الأشخاص مقارنة بأسلوب الحياة المستقر كمزارعين. لعبت الأغذية النباتية من الزراعة دورًا ثانويًا. في منشوراتها اللاحقة، قامت جيمبوتاس بتصحيح توصيفها وأشارت إلى ثقافات كورغان على أنها ثقافات شبه بدوية. فقط في ثقافة العصر الحديدي للسكيثيين والقبائل المرتبطة بهم في القرن الثاني/الأول ق.م، وبعد فترة وجيزة وفي نفس الوقت بعيدًا عند الكيميريين غربًا، تم التخلي عن المستوطنات في الغالب وأصبح سكان السهوب من البدو الرحل.

#### تدجين الخيل والمحاربين الخيالة

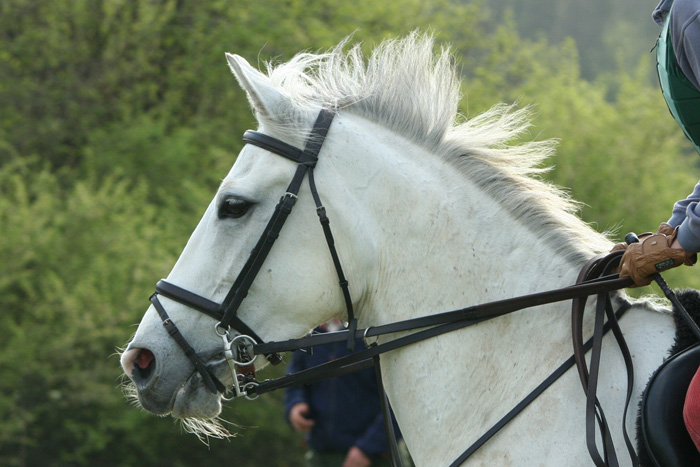
ركوب الخيل مع اللجام

منذ الثمانينيات، رد الآثاريين و الهيبولوجيين بأن نمط الحياة هذا لم يكن ممكنًا إلا بعد اختراع الشكيمة، وبقضبان السحب تسمح بالتحكم الدقيق في الاتجاه. في الثقافات المبكرة، كانت هناك صور للخيول كحيوانات الجر، مع عنان على الرأس، وحزام على منطقة الصدر أو حتى حلقات الأنف. يتفق الخبراء على أنه يمكن التحكم في خيول الجر إلى حد ما بالسوط . لكن بوجود راكب واحد، يكون العنان أضعف من أن يمكن من توجيه الحيوانات سريعة الانفعال بدقة. لا يمكن الانتقال إلى نمط الحياة المثبت إلا من خلال اختراع اللجام.

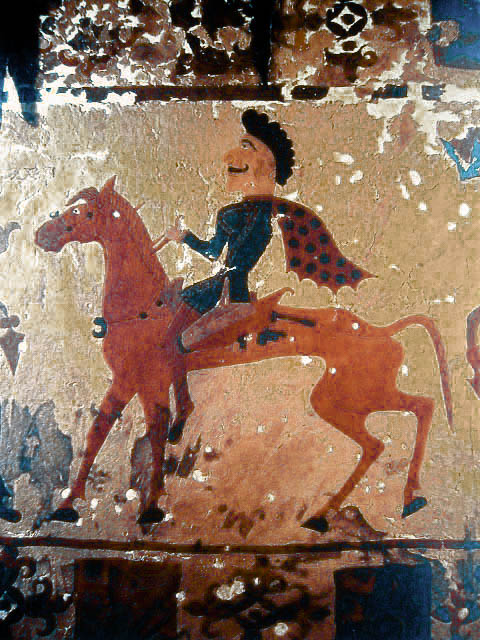
تصوير لفارس من ثقافة باسريك يمسك بعنان

كان يُعتقد منذ فترة طويلة أن اللجام تم اختراعه في الفترة التي سبقت مرحلة باسريك في ألتاي حوالي عام 1200ق.م، لأنه عُثر على اللجام الحديدية هناك باعتبارها أقدم المرفقات الجنائزية وانتشرت لاحقًا عبر السهوب الأوراسية. وقد قوبل ذلك بحقيقة أن الصور الأولى للخيول ذات اللجام ظهرت في الشرق الأوسط، في ميتاني حوالي عام 1800ق.م، وأصبحت فيما بعد أكثر شيوعًا في غرب ووسط آسيا، وكذلك الصين ومصر.
وقد قام البحث الذي أجراه الأنثروبولوجي الأمريكي أنتوني David W. Anthony بالتعاون مع الآثاريين الكازاخستانيين والروس والأوكرانيين بمراجعة الصورة بشكل أساسي.
وجدوا علامات سحج مميزة على الأضراس الأمامية في الهياكل العظمية للخيول، مما يدل على استخدام اللجام، في مواقع تنتمي إلى ثقافة بوتاي، التي كانت منتشرة على نطاق واسع في وسط شمال كازاخستان بين الأعوام 3700 و3100 ق.م خلال العصر النحاسي. نظرًا لأن شعب بوتاي لم يعرف بعد كيفية العمل بالمعدن، فمن المحتمل أن ألجمتهم كانت مصنوعة من مادة عضوية، وبالتالي لم تبقى. كما عاش شعب ثقافة البوتاي حياة شبه بدوية، ولكن بإيقاع مخالف للثقافات الأخرى. فقضوا الشتاء في مستوطنات ثابتة، ورحلوا في الصيف ولم يمارسوا الزراعة. كان أساس نظامهم الغذائي هو اللحوم ومنتجات الألبان من الخيول، والتي يزيد عدد عظامها في موقع بوتاي عن 99  % و في موقع ترسك اشكل عظام الخيول أكثر من 60 % (الباقي عظام الحيوانات البرية) والذين، بحسب بعض الباحثين مثل أنتوني، كانوا يرعون قطعانهم كراكبين. وكانوا أيضًا صيادين.

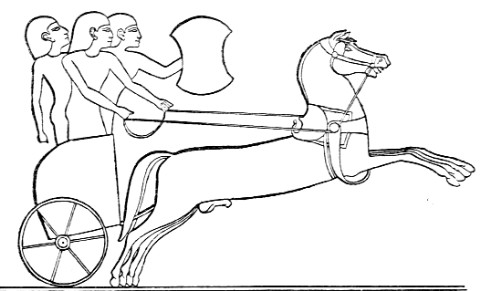
عربة حيثية ذات لجام توجيه (تصوير مصري)

يبدو أن المعرفة باللجام بقيت في الثقافات اللاحقة في كازاخستان، بالرغم من عدم وجود أدلة أثرية. ويبدو أن ثقافة سينتاشتا هي التي اخترعت عربات القتال، التي انتشرت من الصين إلى أوروبا الغربية ومصر والتي غالبًا ما يتم تصوير خيولها باللجام. ومع ذلك، فإن ثقافة سينتاشتا وثقافة أندرونو التي تلتها كانتا لا تزالان شبه بدوية؛ فقط السكيثيون اللاحقون أصبحوا رُحّل خيالة
في ثقافات العصر النحاسي الأخرى في السهوب الأوراسية، لم يعثر على لجام واضح ولا آثار نموذجية للتآكل على أضراس الخيول.
اكتشف ديفيد أنتوني والباحث الأوكراني ديميتري تيليهين سن حصان ظهرت عليه علامات التآكل الناجم عن الشكيمة،في أواخر الثمانينات في مستوطنة ديريفكا (حوالي 250 كيلومترا جنوب كييف ). وقد قاما بتأريخ هذه السن بنحو 4000 ق.م  إلا أنه تبين أن هذا التأريخ غير صحيح، إذ تظهر بيانات التأريخ بالكربون المشع (OxA-7185، OxA-6577) أن السن يعود إلى العصر الحديدي نحو عام 700 ق.م، وفي حين يمكن تأكيد تاريخ المستوطنة نفسها بالتاريخ الأقدم، فقد دُفن حصان سكيثيًا وصادف وجوده بالقرب من موقع أقدم بكثير.
كما لم تجد البريطانية ليفين Marsha Levine أي دليل واضح على استخدام الخيول لركوب أو كحيوانات جر قبل نهاية الألفية الثالثة ق.م. ولكن حجتها أن الحصان بسبب صغر حجمه لم يكن مناسبًا للركوب، يمكن للمرء أن يعارضها بأن السلالات القزمة الحديثة مثل الخيول الأيسلندية يتم ركوبها بشكل جيد للغاية، حتى من قبل البالغين.
لا تظهر على عظام الحصان علامات واضحة على أنها استخدمت لركوب، لذا فإن تحديد تاريخ استخدام الحصان كحيوان ركوب أمر صعب. هناك أدلة موثوقة على استخدام شعب ثقافة بوتاي اللجام (3600 إلى 3000 ق.م). هناك توثيق لعظام الخيول في أوروبا الوسطى منذ 5700 ق.م ، ولكن لا يمكن تمييز الخيول البرية التي جرى اصطيادها عن خيول التربية غير المدجنة بالكامل بعد. يخلص أنتوني إلى أن الخيول المحلية تم تدجينها في منطقة السهوب الأوراسية من الحصان البري الأوروبي  ، ولكن في البداية كمصدر للحوم وكحيوانات عاملة . ومع ذلك، فمن المرجح أنه كانت تركب في وقت مبكر نسبيًا، إذ من الصعب السيطرة على قطعان الخيول إذا لم يكن الرعاة أنفسهم يمتطون الخيل. لكن نحو 4200 ق.م، كان لحم الحصان يشكل أيضًا جزءًا كبيرًا من النظام الغذائي لثقافات السهوب الغربية. باختصار، يقول أنتوني: ""بدأ ركوب الخيل في سهوب بونتيك-قزوين قبل عام 3700 ق.م، أو قبل ظهور ثقافة بوتاي تيريك في سهول كازاخستان. وربما بدأ قبل عام 4200 ق.م" 
وبالنسبة لثقافات السهوب الغربية التي تذكرها جيمبوتاس أيضًا كهجرة إلى أوروبا القديمة بين 4500 و3000 ق.م، لا يوجد دليل موثوق على ركوب الخيول. ومع ذلك، يفترض أنتوني أن ثقافة اليامنايا وثقافة أفاناسيفو من الممكن أن تعرف ليس فقط العربة، ولكن أيضًا ركوب الخيل.
يبحث علم الآثار في أوروبا الوسطى أيضًا عن اللجام و آثاره نموذجية على أسنان الحصان، والتي قد تكون دليلاً، ولكن لم يتم العثور عليها بعد قبل العصر البرونزي وبالتالي بشكل واضح بعد الهجرة باتجاه الغرب.
يعتقد ديفيد أنتوني أنه من المحتمل أن الخيول استخدمت في الحروب بين العشائر الهندو-أوروبية منذ عام 4000.ق.م. لكن لا ينبغي للمرء أن يخطئ في تخيل هؤلاء المحاربين مثل الهون، وفقًا للصور النموذجية للرحل الخيالة الغزاة في العصور اللاحقة ، فالقوس المركب ، الذي يتيح الرماية من ظهور الخيل، لم يكن موجودًا بعد، ومن المؤكد أن تكتيكات سلاح الفرسان، أي الهجوم المشترك المنضبط والمنسق للعديد من الخيول، لم تكن معروفة حينها، فإذا كان الحصان قد لعب دورًا في غزو أوروبا القديمة، فقد كان بمثابة وسيلة نقل سريعة وفعالة للمحاربين، الذين ترجلوا قبل المعركة الفعلية وقاتلوا راجلين. وكما تظهر الملاحم الهندو-أوروبية القديمة مثل الإلياذة ، كان محاربو العصر البرونزي مهتمين بالمجد الشخصي والبطولة، بينما لم يكن لدى القادة الكثير من السلطة. وفي صراع مع الثقافة السلمية إلى حد كبير في أوروبا القديمة، ربما كانت هذه القدرات العسكرية المحدودة كافية لتحقيق النصر.

#### عادات الدفن
أحد الاعتراضات على فرضية ماريا جيمبوتاس هو أن عادات الدفن تغيرت أيضًا بشكل أساسي في أوروبا قبل وبعد ما يسمى بتوسيع كورغان. يمكن العثور على انتقادات لمفهوم كورغان بناءً على تقاليد الدفن المتغيرة، من بين آخرين عند هوسلر Alexander Häusler  يشك هوسلر في حدوث هجرة العصر النحاسي من السهوب، فالتغيرات الثقافية كبيرة جدًا بالنسبة له بحيث لا تحتملها الهجرة حقًا. ويدعمه باحثون آخرون ويشيرون إلى انتشار فؤوس الحرب في أوروبا الوسطى والشرقية، وهو السلاح المهيمن لدى شعب كورغان في العصر النحاسي.
يركز أنتوني David W. Anthony في المقام الأول على الفجوات الزمنية في مستوطنة العصر النحاسي في جنوب شرق أوروبا. ومع ذلك، فهو يؤكد هجرة الهندو-أوروبيين من السهوب إلى جنوب شرق أوروبا ولاحقًا إلى وسط أوروبا، وهو ما لم يصفه صراحة بأنه غزو عسكري منسق، بل هجرة قبائل هاجمت السكان الأصليين الأوروبيين القدماء. أجبر السكان بسبب تفوقهم العسكري والاقتصادي على الدخول في علاقة معهم.

### الحجج اللغوية الأثرية ونماذج أخرى

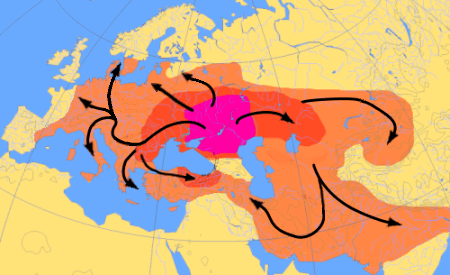
خريطة الهجرة الهندو-أوروبية من حوالي 4000 إلى 1000ق.م (فرضية كورغان)
الوطن الأصلي وفق فرضية كورغان
الناطقين بالهندو-جرمانية حتى 2500 ق.م
الانتشار حتى 1000 ق.م

عندما بدأ فقهاء اللغة البحث في لغة الهندو-جرمانيين قبل 200 عام، كانت الأبحاث الأثرية لا تزال غير معروفة. في ذلك الوقت، كان على الناس الاعتماد فقط على "الأدلة اللغوية". تغير الأمر منذ عام 1950م تقريبًا مع نشاط التنقيب المكثف. الآن توجد ثروة من الاكتشافات الأثرية يستخدمها الباحثون اللغويون لمقارنة افتراضاتهم حول ثقافة "االهندو-أوروبيين الأوائل" المادية.
ولسوء الحظ، فإن الاكتشافات الأثرية لا تكشف عن اللغة التي يتحدث بها مستخدموها.
يتابع خط فرضية كورغان أو السهوب في المقام الأول الآثاري والأنثروبولوجي الأمريكي أنتوني، والأيرلندي الشمالي مالوري. من ناحية أخرى، ترى كريل Kathrin Krell  أن جذور اللغة الهندو-جرمانية تحتوي على مصطلحات زراعية عديدة، في حين أن ثقافة قبائل كورغان ، وفقًا لتمثيلها، كانت تعتمد بشكل كامل على تربية الماشية، وهذا يتناقض مع الفكرة التي تمت مناقشتها أعلاه أنه كانت هناك أيضًا زراعة بدرجة محدودة.
هناك سيناريو مختلف للهجرة وهو فرضية الأناضول التي وضعها رينفرو Colin Renfrew، والتي تفترض انتشارًا تدريجيًا وسلميًا للثقافة الزراعية الهندو-أوروبية كجزء من انتقال الثورة الزراعية إلى أوروبا. بالكاد تجد هذه الفرضية مؤيدين بعد الآن. وهكذا كتب فورتسون: "من المؤكد أنهم أو أسلافهم لم يسكنوا الأناضول في الأصل". وفي كتاب ما قبل التاريخ في آسيا الصغرى كتب دورينغ B. S. Düring: "في المجمل، فإن الفرضية القائلة بأن الهندو-أوروبية نشأت في وسط الأناضول وانتشرت مع انتشار الزراعة ليست مقنعة".
ينتقد رينفرو فرضية كورغان في ثلاث نقاط على وجه الخصوص:
1. من الناحية الأثرية: تعتبر الكورغانات آثارًا لثقافة مستقرة
2. يبدو أن جذور الكلمات المستخدمة للنباتات والحيوانات قد غيرت معناها ولم تعد مناسبة لاستخلاص استنتاجات حول منطقة جغرافية معينة
3. الصورة العامة غير مقنعة؛ ليس من الواضح ما الذي دفع مجموعات ضخمة من محاربي الخيالة إلى التحرك غربًا في نهاية العصر الحجري الحديث وفرض لغتهم على السكان السابقين.

وكفرضية ثالثة، طرح اللغويان غامكريليدزه Tamas Gamqrelidse وإيفانوف المنطقة الواقعة جنوب القوقاز كنقطة انطلاق للغة الهندو- جرمانية الأصلية والهجرات الهندو- جرمانية من هنا في عدة اتجاهات. امتد هذا بشكل رئيسي شرقًا حول بحر قزوين (شهد انقسامًا تخاريًا أو شمال هنديًا هناك) ثم امتد غربًا إلى منطقة بونتيك الشمالية.

#### أصل ثقافات كورغان
النقطة المركزية للمناقشة بين ممثلي فرضية الأناضول وفرضية كورغان أو السهوب هي مسألة الأصول الأثرية والثقافية (وبالتالي اللغوية افتراضيًا أيضًا) للثقافات الأولى في مجموعات "ثقافة كورغان" عند جيمبوتاس، ثقافة سريدني-ستوغ (نحو 4500–3500 ق.م في وسط وشرق أوكرانيا)، والتي ظهرت منها ثقافة اليمنايا الأكثر أهمية، المنتشرة من نهر الأورال إلى منطقة الكاربات الشرقية. يعد هذا النقاش  أهم خلاف أثري بين ممثلي الفرضيتين، لأن فرضية الأناضول تعترف أيضًا بتوسع ثقافة كورغان، خاصة من ثقافة اليمنايا، ولكنها تعتبرها مجرد امتدادًا للفروع الشرقية للغات الهندو- جرمانية، بينما ترى فرضية كورغان توسعًا في جميع اللهجات الهندو- جرمانية من ثقافتي سريدني ستوغ واليامنايا. وبالتالي فإن السؤال الرئيسي هو ما إذا كان توسع ثقافة كورغان هو استمرار إقليمي لانتشار ثقافة المزارعين ومربي الماشية من الأناضول في العصر الحجري الحديث، أو حركة هجرة من أصل مختلف.
يؤكد أنصار فرضية الأناضول على التأثير الأثري الواسع لثقافة كوكوتيني-تريبولي على ثقافة سريدني-ستوغ ويامنايا، إذ تنتمي هذه الثقافة إلى سلسلة التوسع الزراعي في العصر الحجري الحديث من الأناضول إلى جنوب شرق أوروبا، وانتشرت تدريجيًا خلال العصر الحجري الحديث الأوروبي عبر رومانيا اليوم حتى نهر دنيستر وأخيرًا إلى نهر الدنيبر في وسط أوكرانيا وكانت مكتظة بالسكان بمستوطنات ضخمة سكنها أحيانًا أكثر من 20000 نسمة. تؤكد فرضية الأناضول تأثير ثقافة كوكوتيني-تريبوليي المهيمن حتى بعد انهيارها وهجر المستوطنات الضخمة بعد 3000 ق.م على ثقافتي سريدني-ستوغ ويامنايا، والتان انتشرتا غربًا إلى منطقة الكاربات، وهو ما يُفسر على أنه يعني أن أجزاء كبيرة من الساكنة الكثيفة لتريبوليي ذات يوم جرى استيعابها في ثقافات كورغان المبكرة، ووفقًا لفرضية الأناضول من الممكن أنهم نقلوا لغتهم أيضًا . من المعروف منذ فترة طويلة في علم الآثار الأوكراني بأن طقوس الدفن، والأساليب الخزفية، ومعرفة استخراج النحاس، بالإضافة إلى الصولجانات المميزة والعناصر الأخرى لثقافة يامنايا جاءت من ثقافة تريبوليي. في الآونة الأخيرة، دافع الآثاري الأوكراني راساماكين Juri Rassamakin أيضًا عن فرضية استمرارية واسعة للسكان تريبوليي في ثقافتي سريدني ستوغ ويامنايا، ومثل تيليهين Dimitri Telehin الفرضية القائلة بأن النخب المهمة على الأقل جاءت من هناك.

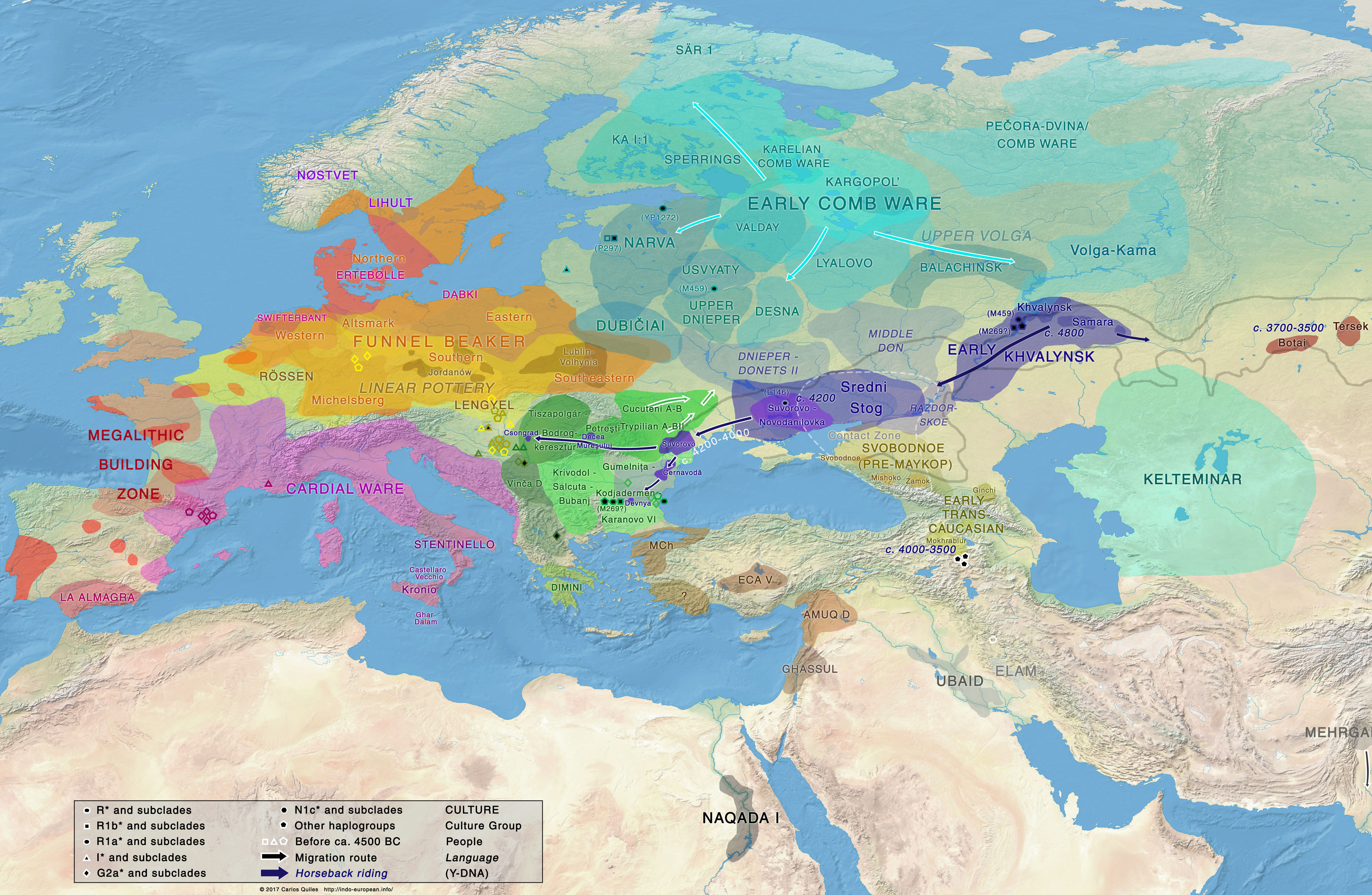
ثقافات كورغان وثقافة خفالينسك وثقافة سريدني ستوغ (الأزرق الداكن) 5000-4000 ق.م تتوافق أسهم الهجرة الزرقاء مع وجهة نظر فرضية كورغان. وفي الشرق (البني) توجد أيضًا ثقافة البوتاي، وهي ليست من توسعات ثقافات كورغان. بألوان زرقاء فاتحة، من المفترض أن تكون الثقافات الناطقة بالفنلندية الأوغرية

يعارض مؤيدو فرضية كورغان أنه قبل أكثر من 2000 إلى 1000 سنة من انهيار ثقافة تريبولي، تطورت ثقافة سامارا (نحو 5000 ق.م) شمال شرق نهر الفولغا الأوسط، وثقافة خفالينسك الأكثر شهرة (نحو 4700-3800 ق.م) وشكلت مركزًا آخر للزراعة وتربية الحيوانات. ولأنهم بالإضافة إلى البقر والخنازير، قاموا أيضًا بتربية الأغنام التي لم تدجن في المنطقة، فمن المفترض أن المعرفة جاءت من الشرق الأوسط، حيث تعيش الأغنام البرية وجرى تدجينها. ليس من المؤكد ما إذا كانت هذه هجرة أم نقل مهارات إلى السكان المحليين. يفسر غالبية الآثاريين النتائج بأن كان هناك نقل لتربية الماشية والزراعة إلى الصيادين وجامعي الثمار من منطقة الفولغا الوسطى، على عكس جنوب شرق أوروبا، وذلك بدلاً من هجرة واسعة للمزارعين ومربي الماشية.
إن السؤال المركزي حول أصل سكان يامنايا وبالتالي الأصل الافتراضي للغتهم من شمال شرق منطقة الفولغا، أو من جنوب غرب البلقان وأن أصلهم من الأناضول، تصعب الإجابة عنه بشكل واضح باستخدام الأدلة الأثرية الثقافية وحدها، ومرة أخرى، تلعب الحجج الكلاسيكية حول المفردات اللغوية المطورة تاريخيًا للغة الهندو-جرمانية البدائية دورًا، وذلك جزء من الدراسات الهندو-جرمانية التي تم إجراؤها بالفعل في القرن التاسع عشر.
دراسة أثرية واسعة النطاق للجثث من العصر النحاسي الأوراسي إلى العصر الحديدي السكيثي بواسطة أونترليندر Unterländer من دنا متقدرة الذي ييورث في الخط الأنثوي فقط، قدم دليلاً واضحًا. فبادئ ذي بدء، أعاد التأكيد على أن انتشار الزراعة وتربية الماشية، وثورة العصر الحجري الحديث عبر البلقان إلى أوروبا الوسطى والشرقية مع ثقافة الفخار الأحزمة الخطي، كانت في المقام الأول هجرة من الشرق الأوسط. إذ أظهرت الدراسة أن أكثر من 40 رفاة من هذه الثقافة التي تم فحصها فيها نسبة تزيد عن 75% إلى أكثر من 80% من العلامات الجينية التي تشير إلى أصل شرق أوسطي، والباقي فقط يأتي من السكان السابقين للصيادين وجامعي الثمار في أوروبا الشرقية. ينطبق هذا بالتأكيد بالمثل على ثقافة كوكوتيني-تريبولي، وهي الوريث المباشر في أقصى الشرق. في المقابل، فإن الجثث العديدة التي تم فحصها لثقافة يامنايا المبكرة في مناطق جنوب روسيا في سامارا وكالميكيا ، وثقافة بولتافكا وثقافة أفاناسيفو ، التي هاجرت إلى أقصى الشرق من يامنايا، دون استثناء، لم تظهر عليها أي علامات وراثية من الشرق الأوسط. . النتائج التي توصل إليها أونترليندر وآخرون نسبة منخفضة جدًا من العلامات الوراثية في الشرق الأوسط (أقل بكثير من 10%) في مدافن الثقافات الشرقية في تجمعات كورغان في مناطق الفولغا والأورال وآسيا الوسطى، والتي لم يكن من الممكن اكتشافها في أوكرانيا لفترة طويلة ولم تأتي إلى هنا إلا في وقت متأخر جدًا، مع انتشرت ثقافة سروبنا في العصر البرونزي المتأخر. يمكن اعتبارها مؤشرًا على أن الانتشار المبكر للمعرفة بتربية الحيوانات والزراعة، المشتبه به من الناحية الأثرية، أولاً إلى نهر الفولجا من الشرق الأوسط عبر القوقاز، هو الصحيح، ولكن على عكس فخار المحزم الخطي المنتشر عبر البلقان، جرى نقله بواسطة مجموعة صغيرة جدًا من المهاجرين.

### الموضع الجيني للهندو-جرمان
منذ منتصف التسعينيات، تلقت فرضية كورغان حججًا جديدة من خلال أوجه التشابه بين الخصائص الجينية للأوروبيين اليوم وانتشار اللغات الهندو-جرمانية. قدم البحث بشكل أساسي كافالي-سفورزا Luigi Luca Cavalli-Sforza. وأيد نظرية جامكريليدزه وإيفانوف، فاعتبرها موجة لاحقة من الهجرة بعد توسع الأناضول المبكر. إن الافتراض القائل بأن الهندو-جرمان هاجروا في وقت مبكر من العصر الحجري الحديث والعصر النحاسي يعتبر الآن فائتًا.
بعد عام 2014، قدم عمل البروفيسور يوهانس كراوس في معهد ماكس بلانك للأنثروبولوجيا التطورية أدلة باستخدام تحليلات الحمض النووي العتيق على أن الموجة الهجرة الأولى من الأناضول جلبت الزراعة إلى أوروبا، ونزح الصيادين وجامعي الثمار السابقين جزئيا في جنوب ووسط وغرب أوروبا. مع ذلك، يمكن التعرف على موجة ثانية من الهجرة نحو 4500 ق.م ، والتي تشير خصائصها الجينية إلى ثقافة يامنايا. هذه الموجة من أوروبا الشرقية حلت محل المستوطنين السابقين بالكامل تقريبًا، على الأقل في أوروبا الوسطى، وترتبط أثريًا بالفخار المحزم. توجد الآن أعلى نسبة من جينات مجتمع الصيد وجمع الثمار القديم في شمال أوروبا، فيشكل 50% من جينوم الإستونيون. تدعم هذه النتيجة موضعة الهندو-جرمان وفق فرضية كورغان وفرضية الأناضول .

## هوامش
1. ↑  مذكور في: The Cambridge Encyclopedia of Language. الصفحة: 296. الناشر: مطبعة جامعة كامبريدج. تاريخ النشر: 1987. المُؤَلِّف: ديفيد كريستال.
2. ↑  مثل Hermann Hirt, Gustaf Kossinna, Franz Specht, Julius Pokorny, John Loewenthal
3. ↑  Vere Gordon Childe: The Aryans: a study of Indo-European origins, K. Paul, London 1926
4. ↑  David W. Anthony: The „Kurgan Culture“, Indo-European origins, and the domestication of the horse: A reconsideration. In: Current Anthropology, Band 27, Nr. 4, August-Oktober 1986, S. 291–313.
5. ↑  Marija Gimbutas: The Prehistory of Eastern Europe. Part I: Mesolithic, Neolithic and Copper Age Cultures in Russia and the Baltic Area. Peabody Museum, Cambridge (Massachusetts) 1956.
6. ↑  Marija Gimbutas: Culture Change in Europe at the Start of the Second Millennium B.C. A Contribution to the Indo-European Problem. In: A. F. C. Wallace (Hrsg.): Selected Papers of the Fifth International Congress of Anthropological and Ethnological Sciences. Philadelphia, September 1–9, 1956. University of Philadelphia Press, Philadelphia 1960, S. 540–552.
7. ↑  Marija Gimbutas: Das Ende Alteuropas. Der Einfall von Steppennomaden aus Südrussland und die Indogermanisierung Mitteleuropas. Institut für Sprachwissenschaft, Innsbruck 1994. ISSN 1216-6847 ISBN 3-85124-171-1
8. ↑  Asya Pereltsvaig, Martin W. Lewis: The Indo-European Controversy. Facts and Fallacies in Historical Linguistics. Cambridge University Press, Cambridge 2015.
9. ↑  راجع ثقافة بادن، وثقافة الفخار المحزم، وثقافة الأكواب القمعية
10. ↑  راجع ثقافة أندرونوفو واللغات الهندية الإيرانية
11. ↑  راجع ثقافة أفاناسيفو
12. ↑  راجع تخاريون
13. ↑  راجع ثقافة فأس المعركة
14. ↑  هيبولوجيا كلمة من اليونانية القديمة (ἵππος هيبوس حصان و ἵόγος لوغوس تدريس)، وأيضًا علم الخيل، أو علم الخيول، أو دراسة الخيول.
15. ↑  تسمى بونتوس إيوكسينوس باليونانية Pontos Euxeinos ، ومن هنا الاسم بونتيك
16. ↑  Marija Gimbutas: Die Zivilisation der Göttin. Die Welt des Alten Europa. Zweitausendeins, Frankfurt am Main 1996; englische Erstausgabe 1991, S. 324. وهي تتجنب صراحة مصطلح “النظام الأمومي” لأنه يثير ارتباطات خاطئة عن حكم النساء المماثل لحكم الذكور في النظام الأبوي.
17. ↑  Elke Kaiser, Joachim Burger, Wolfram Schier: Population Dynamics in Prehistory and Early History: New Approaches Using Stable Isotopes and Genetics. S. 178–190. وقد تم الاعتراف بهذا الاكتشاف منذ فترة طويلة في علم الآثار، وتأكد من خلال تحليل النظائر في مبحث العادات الغذائية لشعب ثقافة يامنايا، وثقافة حضارة مايكوب، وثقافة مقابر السراديب
18. ↑  David W. Anthony: The Horse, the Wheel and the Language. How Bronze-Age Riders from the Eurasian Steppes shaped the Modern World. Princeton 2007, S. 201–224.
19. ↑  David W. Anthony, Dimitri Telegin: Die Anfänge des Reitens. in: Spektrum der Wissenschaft. Spektrumverlag, Heidelberg 2.1992, ISSN 0170-2971.
20. ↑  D. Ya. Telegin, M. Lillie, I. D. Potekhina, M. M. Kovaliukh: Settlement and economy in Neolithic Ukraine, a new chronology. in: Antiquity. Oxford Univ. Press, Oxford 77.2003, S. 456–470, ISSN 0003-598x.
21. ↑  Marsha Levine, Colin Renfrew and Katie Boyle: Prehistoric Steppe Adaptation and the Horse. McDonald Institute for Archaeological Research, 2003.
22. ↑  David Anthony: The Horse, the Wheel and Language. 2007, S. 199
23. ↑  David Anthony: The Horse, the Wheel and Language. 2007, S. 221
24. ↑  Anthonys auf dem Silk-Road-Symposium der Pennsylvania State University.
25. ↑  Hans-Georg Hüttel: Bronzezeitliche Trensen in Mittel- und Osteuropa München 1981.
26. ↑  David Anthony: The Horse, the Wheel, and Language, 2007, S. 222–224, 237–239
27. ↑  Alexander Häusler: Zum Ursprung der Indogermanen. Archäologische, anthropologische und sprachwissenschaftliche Gesichtspunkte. in: Ethnographisch-Archäologische Zeitschrift (EAZ). Berlin 39.1998, S. 1–46. ISSN 0012-7477
28. ↑  Alexander Häusler: Ursprung und Ausbreitung der Indogermanen. Alternative Erklärungsmodelle. Indogermanische Forschungen. in: Zeitschrift für Indogermanistik und allgemeine Sprachwissenschaft. de Gruyter, Berlin 2002, S. 47–75. ISSN 0019-7262
29. ↑  David W. Anthony: Nazi and ecofeminist prehistories: ideology and empiricism in Indo-European archaeology. In: Philip R. Kohl, Clare Fawcett: Nationalism, politics, and the practice of archaeology. Cambridge (University Press) 1995. S. 82–96
30. ↑  David Anthony: The Horse, the Wheel, and Language, 2007, S. 367–370
31. ↑  David W. Anthony: The Horse, the Wheel, and Language. Princeton University Press, Princeton / Oxford 2007, ISBN 978-0-691-14818-2
32. ↑  Kathrin Krell: Gimbutas’ Kurgan-PIE Homeland Hypothesis: A Linguistic Critique. In: Roger Blench & Mathew Spriggs (eds.) Archaeology and Language, II, S. 267–289. Routledge, London 1998.
33. ↑  Benjamin F. Fortson IV. Indo-European Language and Culture Blackwell: 2nd edition, 2010:171
34. ↑  Thomas W. Gamkrelidse, Wjatscheslaw Iwanow: Die Frühgeschichte der indoeuropäischen Sprachen. In: Spektrum der Wissenschaft. Heft 1 (2000), S. 50–57.
35. ↑  ناقش هذه الموضوع J. P. Mallory بمزيد من التفصيل في المحاضرة التي ألقاها بعنوان: Indo-European Dispersals and the Eurasian Steppe.
36. ↑  Jaakko Häkkinen: Uralic evidence for the Indo-European homeland. Universität Helsinki, 13. Februar 2012
37. ↑  M. Unterländer u. a.:  In: . 2017, doi:10.1038/ncomms14615. v. a. im Kapitel Admixture Analysis und Figure 7 darin.
38. ↑  Luigi Luca Cavalli-Sforza: Gene, Völker und Sprachen.
39. ↑  Kathrin Fromm: Die DNA hat dort wie in einer Zeitkapsel überdauert. In: National Geographic. 8. August 2019, abgerufen am 31. März 2023.
40. ↑  Johannes Krause: Ancient Human Genomes…Present-Day Europeans. (Video auf YouTube; 1:13 Stunden) Institute for Advanced Studies (New Jersey), 15. März 2015, abgerufen am 31. März 2023 (englisch).